# Abhinivesha
Abhinivesha (IAST : abhiniveśa) est un terme sanskrit qui se réfère dans le yoga à l'attachement à l'existence et la peur de la mort. C'est le cinquième facteur d'affliction (klesha), qui empêche l'individu d'atteindre la libération (nirvana, moksha) car il est attaché à telle forme ou à tel genre d'existence, ou encore à sa personnalité, à son ego.
Il en découle la peur de la vieillesse et de la mort. Cet état peut provoquer une véritable paralysie de l'existence : l'homme donne sa jeunesse pour assurer le bien-être et la sécurité de sa vieillesse ; devenu vieux, il veut retrouver sa jeunesse perdue ou hésite à employer le corps, de crainte de l'épuiser. Il ressemble à l'acheteur d'une belle automobile qui resterait assis dans sa voiture, sans quitter le garage, heureux de sa nouvelle acquisition, mais sans pouvoir se décider à l'employer de peur de la détériorer.
Selon Tara Michaël : « Existant indépendamment d'expériences, de perceptions ou d'éducation relatives à la mort durant la vie présente, cette crainte instinctive est, pour la pensée indienne, la preuve que l'expérience de la mort, avec toutes les souffrances qui l'accompagnent, a été vécue auparavant, d'innombrables fois. »